# Alexei Tikhonov
Alexei Vladimirovich Tikhonov (em russo:  Алексе́й Влади́мирович Ти́хонов; Samara, RSFS da Rússia, 1 de novembro de 1971) é um ex-patinador artístico russo que competiu em competições de duplas. Ele foi campeão mundial em 2000 ao lado de Maria Petrova.

## Principais resultados

### Resultados pela Rússia

#### Com Maria Petrova
| Resultados                                                                             | Resultados        | Resultados       | Resultados        | Resultados        | Resultados        | Resultados        | Resultados        | Resultados        | Resultados       | Resultados    | Resultados    | Resultados    |
| Internacional                                                                          | Internacional     | Internacional    | Internacional     | Internacional     | Internacional     | Internacional     | Internacional     | Internacional     | Internacional    | Internacional | Internacional | Internacional |
| Evento/Temporada                                                                       | 1998– 1999        | 1999– 2000       | 2000– 2001        | 2001– 2002        | 2002– 2003        | 2003– 2004        | 2004– 2005        | 2005– 2006        | 2006– 2007       |               |               |               |
| -------------------------------------------------------------------------------------- | ----------------- | ---------------- | ----------------- | ----------------- | ----------------- | ----------------- | ----------------- | ----------------- | ---------------- | ------------- | ------------- | ------------- |
| Jogos Olímpicos                                                                        |                   |                  |                   | 6.º               |                   |                   |                   | 5.º               |                  |               |               |               |
| Campeonato Mundial                                                                     | 4.º               | Medalha de ouro  | 4.º               | 4.º               | Medalha de bronze | 4.º               | Medalha de prata  | Medalha de bronze | WD               |               |               |               |
| Campeonato Europeu                                                                     | Medalha de ouro   | Medalha de ouro  | 4.º               | Medalha de bronze | Medalha de bronze | Medalha de prata  | Medalha de bronze | Medalha de bronze | Medalha de prata |               |               |               |
| GP Grand Prix Final                                                                    | Medalha de bronze | 4.º              | 5.º               | 5.º               | Medalha de bronze | Medalha de bronze | Medalha de prata  | 4.º               | 6.º              |               |               |               |
| GP Bofrost Cup on Ice                                                                  | Medalha de ouro   | Medalha de ouro  | Medalha de prata  | Medalha de bronze | 4.º               |                   |                   |                   |                  |               |               |               |
| GP Cup of China                                                                        |                   |                  |                   |                   |                   | Medalha de bronze |                   | Medalha de ouro   |                  |               |               |               |
| GP Cup of Russia                                                                       |                   | Medalha de ouro  |                   | Medalha de prata  | Medalha de prata  |                   |                   |                   | Medalha de prata |               |               |               |
| GP NHK Trophy                                                                          | 5.º               | Medalha de ouro  | Medalha de bronze |                   | 4.º               | Medalha de ouro   | Medalha de ouro   |                   |                  |               |               |               |
| GP Skate America                                                                       |                   |                  |                   |                   |                   | Medalha de prata  |                   |                   |                  |               |               |               |
| GP Skate Canada International                                                          | Medalha de prata  |                  | Medalha de bronze |                   |                   |                   |                   | Medalha de prata  |                  |               |               |               |
| GP Trophée Éric Bompard                                                                |                   |                  |                   |                   |                   |                   | Medalha de prata  |                   | Medalha de ouro  |               |               |               |
| Jogos da Boa Vontade                                                                   |                   |                  |                   | Medalha de bronze |                   |                   |                   |                   |                  |               |               |               |
| Nacional                                                                               |                   |                  |                   |                   |                   |                   |                   |                   |                  |               |               |               |
| Campeonato Russo                                                                       | Medalha de prata  | Medalha de prata | Medalha de prata  | Medalha de bronze | Medalha de prata  | Medalha de prata  | Medalha de prata  | Medalha de ouro   |                  |               |               |               |
|                                                                                        |                   |                  |                   |                   |                   |                   |                   |                   |                  |               |               |               |
| Legenda: GP = Grand Prix; WD = Abandonou; Competição não foi disputada nesta temporada |                   |                  |                   |                   |                   |                   |                   |                   |                  |               |               |               |

### Resultados pelo Japão

#### Com Yukiko Kawasaki
| Resultados         | Resultados      | Resultados        | Resultados    | Resultados    | Resultados    | Resultados    | Resultados    | Resultados    | Resultados    | Resultados    | Resultados    | Resultados    |
| Internacional      | Internacional   | Internacional     | Internacional | Internacional | Internacional | Internacional | Internacional | Internacional | Internacional | Internacional | Internacional | Internacional |
| Evento/Temporada   | 1992– 1993      | 1993– 1994        |               |               |               |               |               |               |               |               |               |               |
| ------------------ | --------------- | ----------------- | ------------- | ------------- | ------------- | ------------- | ------------- | ------------- | ------------- | ------------- | ------------- | ------------- |
| Campeonato Mundial |                 | 15.º              |               |               |               |               |               |               |               |               |               |               |
| Nations Cup        |                 | 4.º               |               |               |               |               |               |               |               |               |               |               |
| NHK Trophy         |                 | Medalha de bronze |               |               |               |               |               |               |               |               |               |               |
| Piruetten          |                 | 6.º               |               |               |               |               |               |               |               |               |               |               |
| Nacional           |                 |                   |               |               |               |               |               |               |               |               |               |               |
| Campeonato Japonês | Medalha de ouro | Medalha de ouro   |               |               |               |               |               |               |               |               |               |               |

### Resultados pela União Soviética

#### Com Irina Saifutdinova
| Campeonato Mundial Júnior | Medalha de bronze |